# Tribunal des Variations Anachroniques
Pour les articles homonymes, voir TVA.
Le Tribunal des Variations Anachroniques (TVA) (Time Variance Authority en anglais) est une organisation bureaucratique de fiction présente dans l'univers Marvel de la maison d'édition Marvel Comics. Créée par le scénariste Walt Simonson et le dessinateur Sal Buscema, elle apparaît pour la première fois dans le comic book Thor #372 en octobre 1986.
Le but de cette organisation est de surveiller plusieurs réalités du multivers et tenter de maintenir les interférences temporelles aussi peu nombreuses que possible. Elle agit depuis une dimension appelée la « Zone de temps nul », où il est impossible d’interférer avec le temps.
Le Tribunal des Variations Anachroniques est introduit dans l'univers cinématographique Marvel dans la série télévisée Loki diffusée sur la plateforme de streaming Disney+. L’organisation s’avère être en fait une création de « Celui Qui Demeure », l'une des variantes de Kang le conquérant. L’organisation fait également ses débuts au cinéma avec le film Deadpool et Wolverine, à la suite des événements de la saison 2 de Loki.

## Histoire
Le TVA revendique la responsabilité de la surveillance du multivers et peut redimensionner les flux temporels s'ils sont jugés trop dangereux pour exister. Ses membres prennent également des mesures pour empêcher d'autres êtres de modifier le passé ou l'avenir. On les a vus pour la première fois permettre au juge Peace, un homme de loi du futur, de voyager au XXe siècle afin d'arrêter le tueur Zaniac. La paix peut ensuite régner grâce à l'aide de Thor.
Malgré leurs affirmations, l'influence du TVA sur la continuité temporelle n'est pas absolue. La portée de son influence est limitée par Alioth dans un passé lointain ainsi que par Kang le conquérant, le Delubric Consortium et la Révélation à différentes époques tout au long du paysage temporel. Il y a également eu de nombreux incidents de voyage dans le temps ou de falsification de la réalité où la TVA n'a pas réussi à interférer.
À la fin des temps, le dernier directeur du TVA connu sous le nom de Celui Qui Demeure crée les Gardiens du Temps, les trois derniers êtres qui existent dans la chronologie restante de l'univers, qui asservissent ensuite Immortus. Le processus finit également par créer les Time Twisters, un trio d'êtres qui ont mis en péril toutes les réalités du multivers jusqu'à ce qu'ils soient arrêtés par Thor et d'autres membres des Vengeurs.
Le TVA est ensuite vue en utilisant le cabinet d'avocats pour lequel Miss Hulk travaille. Les jurés pour les affaires sont enlevés peu de temps avant de mourir, ce qui minimise les effets sur le flux temporel. Cela établit également les tendances des voyageurs dans le temps à passer par un brouillage génétique, également pour minimiser l'effet sur le flux temporel. Notamment, le brouillage a tendance à provoquer des apparences similaires chez les différents mâles qui subissent le processus. Un défendeur qui est reconnu coupable dans l'un de ces procès est exécuté avec une arme appelée le canon rétroactif, ou Ret-Can (une référence à la continuité rétroactive) qui efface ses victimes, effaçant leur existence de l'univers en effaçant leur naissance. Miss Hulk elle-même a reçu cette peine sévère, qui toutefois été commuée en une récompense lorsqu'elle a aidé à vaincre Clockwise.

## Adaptation dans d’autres médias

### Univers cinématographique Marvel
Le Tribunal des Variations Anachroniques est introduit dans l'univers cinématographique Marvel dans la série Loki. L’organisation, qui se présente comme la gardienne des continuités temporelles en arrêtant les Variants dangereux, s'avère être en fait une création de « Celui Qui Demeure », l'un des variantes de Kang le conquérant.
Le TVA apparait également dans le film Deadpool et Wolverine.